# Regional Paraguaya
Regional Paraguaya é uma linha aérea situada no Aeroporto Internacional Silvio Pettirossi, em Assunção, Paraguai. Começou a operar oficialmente em julho de 2008.

## Frota

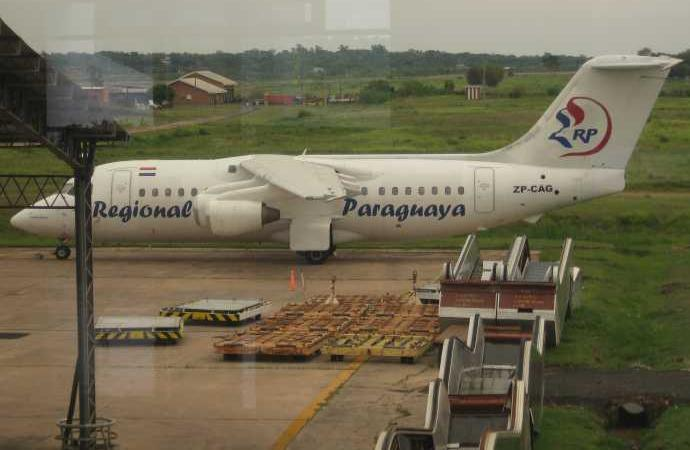
Avião da Regional Paraguaya.

Em março de 2009.
- 4 Boeing 737-200